# Kot, Bistrica pri Pliberku
Kot (nemško Winkel) je naselje v Občini Bistrica pri Pliberku v Okraju Velikovec na Koroškem v Avstriji.